# Новый язык телодвижений
Новый язык телодвижений (англ. The Definitive Book Of Body Language) — пособие по психологии невербальной коммуникации Аллана Пиза, написанное в соавторстве с его женой Барбарой. Это расширенная версия его бестселлера «Язык телодвижений», опубликованного в 1981 году. Является, по утверждению авторов, книгой о том как «читать мысли окружающих по их жестам». В отличие oт предыдущего издания затрагивает аспекты как личной жизни индивида, так и его профессиональной деятельности.

## Описание работы
Представляет собой не только исследование роли невербального общения в процессе социального взаимодействия между людьми, но и множество практических рекомендаций с фотографиями, изображениями, которые используются в качестве примеров. Рассчитана на широкий круг читателей, язык работы доступен, так как писатель не использует узкоспециализированной терминологии.
А. Пиз, утверждает, что при помощи слов передается всего 7 % информации любого сообщения, тогда как звуковыми средствами (тоном голоса, ударением и способом произнесения звуков) — 38 %, а с помощью невербальных сигналов — 55 %.
«Смысл того, что вы хотите сказать в большей мере передаётся тем, как вы выглядите в момент речи, a отнюдь нe вашими словами».
Согласно А. Пизу (см. Глава 1. Изучение основ) язык телодвижений — это внешнее отражение эмоционального состояния человека, следовательно каждый жест или движение является ключом к пониманию чувств, которые человек испытывает в данный момент. Знание и правильная интерпретация невербальных сигналов помогает эффективно общаться с людьми, избегать манипулирования, а также лучше понимать собственную личность.
А. Пиз, обращаясь к теории Ч. Дарвина и его книге «Выражение эмоций человека и животных» (1872 г.), считает происхождение некоторых человеческих жестов эволюционным. Например, раздувание ноздрей, обнажение зубов, вздергивание носа характерны для поведения плотоядных животных, приматов в случае очевидной угрозы. Тем самым животные демонстрируют инструменты обороны и способность нанести ответный удар.

## Гендерные отличия невербального общения
По мнению А. Пиза женщины лучше понимают поведение собеседника во время общения, улавливая язык телодвижений на подсознательном уровне. Такое отличие объясняется особенностями функциональной работы мозга — у женщин от 14 до 16 его участков отвечают за распознавание невербальных сигналов, в то время как у мужчин число колеблется от 4 до 6. Женскому мозгу характерна многозадачность, то есть выполнение нескольких задач одновременно, параллельно.
Кроме того, автор вводит и объясняет понятие «восприимчивости» как умения замечать противоречия между словами человека и совершаемыми им движениями и жестами. Он утверждает, что женщины более восприимчивы в процессе общения (87 %), чем мужчины (42 %), ссылаясь на исследования психологов Гарвардского университета.

## Критика работы
Профессор психологии в Университете Эдж Хилла, автор 19 книг по психологии, Джефф Битти, читая лекции под названием «Получи преимущество: Понимание маленьких секретов тела», бросает вызов теории А. Пиза: он считает последнюю стереотипной, несовершенной. Битти занимается собственными исследованиями в области невербальной коммуникации и уверен в утопичности заявлений о возможностях простой интерпретации языка тела с помощью статических изображений (примерами в книге Пиза «Новый язык телодвижений» являются фотографии и рисунки застывших поз, выражений лиц, рук и т. п.). Куда важнее умение наблюдать за микровыражениями и динамикой человеческого поведения, его мимолетными изменениями.
«Например, искренняя улыбка имеет двустороннюю симметрию с плавным началом и медленным затуханием; фальшивая улыбка, как правило, асимметрична и исчезает внезапно».
Исследователь также доказывает ложность утверждения о том, что невербальные знаки играют бо́льшую роль в процессе общения, чем речь. По мнению Битти, последняя в сочетании с жестами является наиболее эффективной формой подачи информации собеседнику, нежели каждый из элементов по отдельности. Мозг запоминает информацию лучше в том случае, когда в ней согласуются как вербальная, так и невербальная составляющие.
Намеренное использование невербальных сигналов, которые противоречат смыслу словесного сообщения, вызывает недоверие со стороны человека воспринимающего, причём на подсознательном уровне.